# Control Data Corporation
Control Data Corporation (CDC) — американський виробник обчислювальної техніки, комп'ютерної периферії та суперкомп'ютерів. У 1960-х CDC була однією з дев'яти основних виробників комп'ютерів в країні, поряд з IBM, Burroughs Corporation, DEC, NCR, General Electric, Honeywell, RCA і UNIVAC. У 1960-х в компанії працював Сеймур Крей, під керівництвом якого було створено кілька найшвидших суперкомп'ютерів тієї епохи. У 1970-х титул виробника найшвидших комп'ютерів перейшов до Cray Research, заснованої Креєм в 1972 році, з яким CDC конкурувала аж до кінця 1980-х років.
У кінці 1980-х, CDC ухвалила рішення припинити випуск комп'ютерів, відповідні підрозділи компанії були закриті або розпродані в 1988 році; в 1992 реорганізація закінчилася створенням Control Data Systems, Inc.. Частина колишніх підрозділів CDC входить до складу Ceridian.

## Історія
Заснована 8 липня 1957 року в Міннесоті. 14 серпня 1957 Вільям Норріс був обраний президентом.
У 1970-х компанія розробляла навчальну систему PLATO спільно з Університетом штату Іллінойс.
Сеймур Крей покинув компанію в 1972 році, створивши Cray Research.
У 1980-ті роки CDC здебільшого займається виробництвом жорстких дисків SCSI.
Норріс залишив посаду президента та CEO компанії в 1986 році.
Підрозділ з виробництва жорстких дисків було продано в 1988 році, у 1989 його власником стала Seagate Technology.
У 1992 Control Data Corporation розділена на Ceridian Corporation і Control Data Systems, Inc.

## Продукція

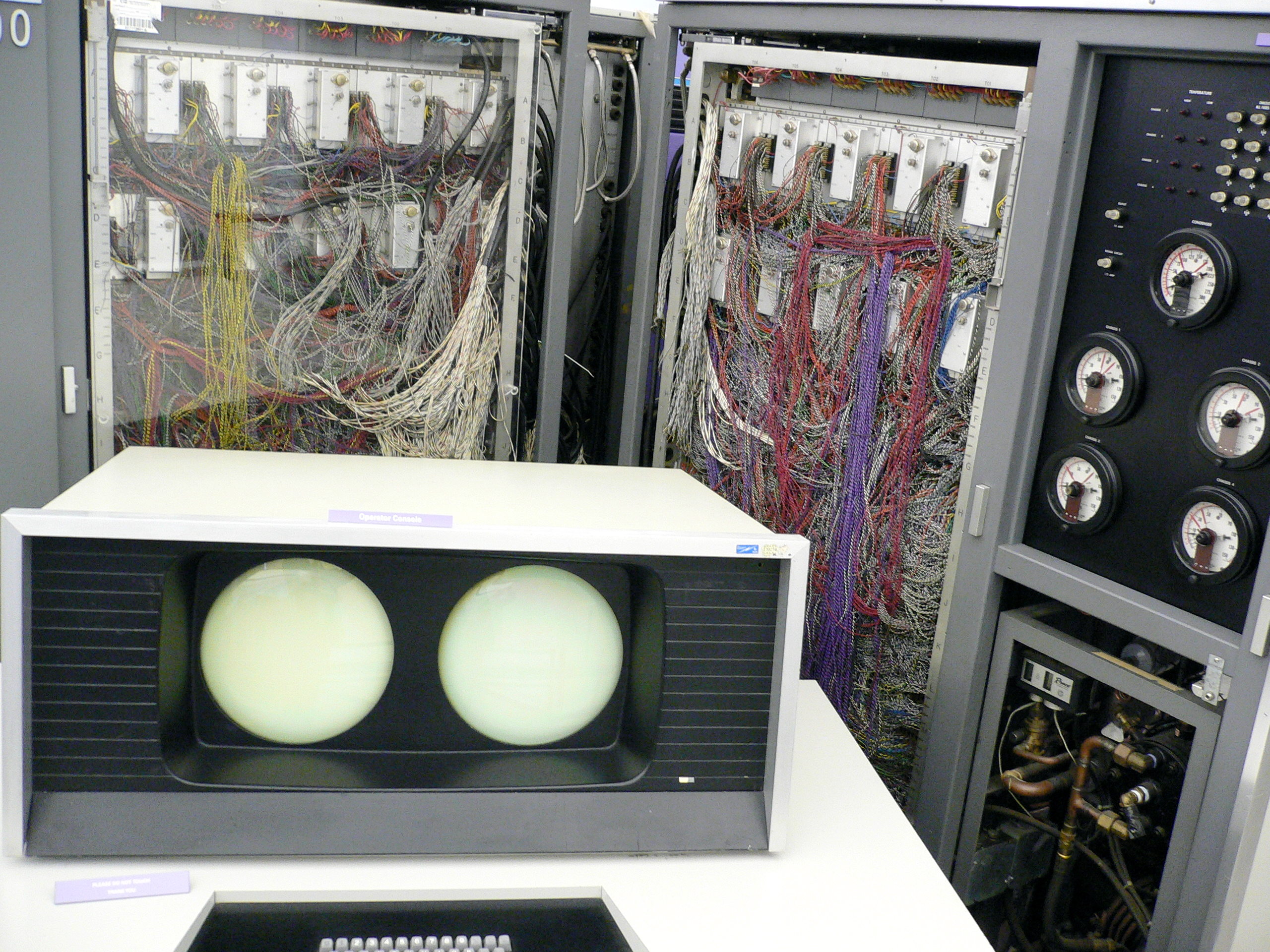
CDC 6600

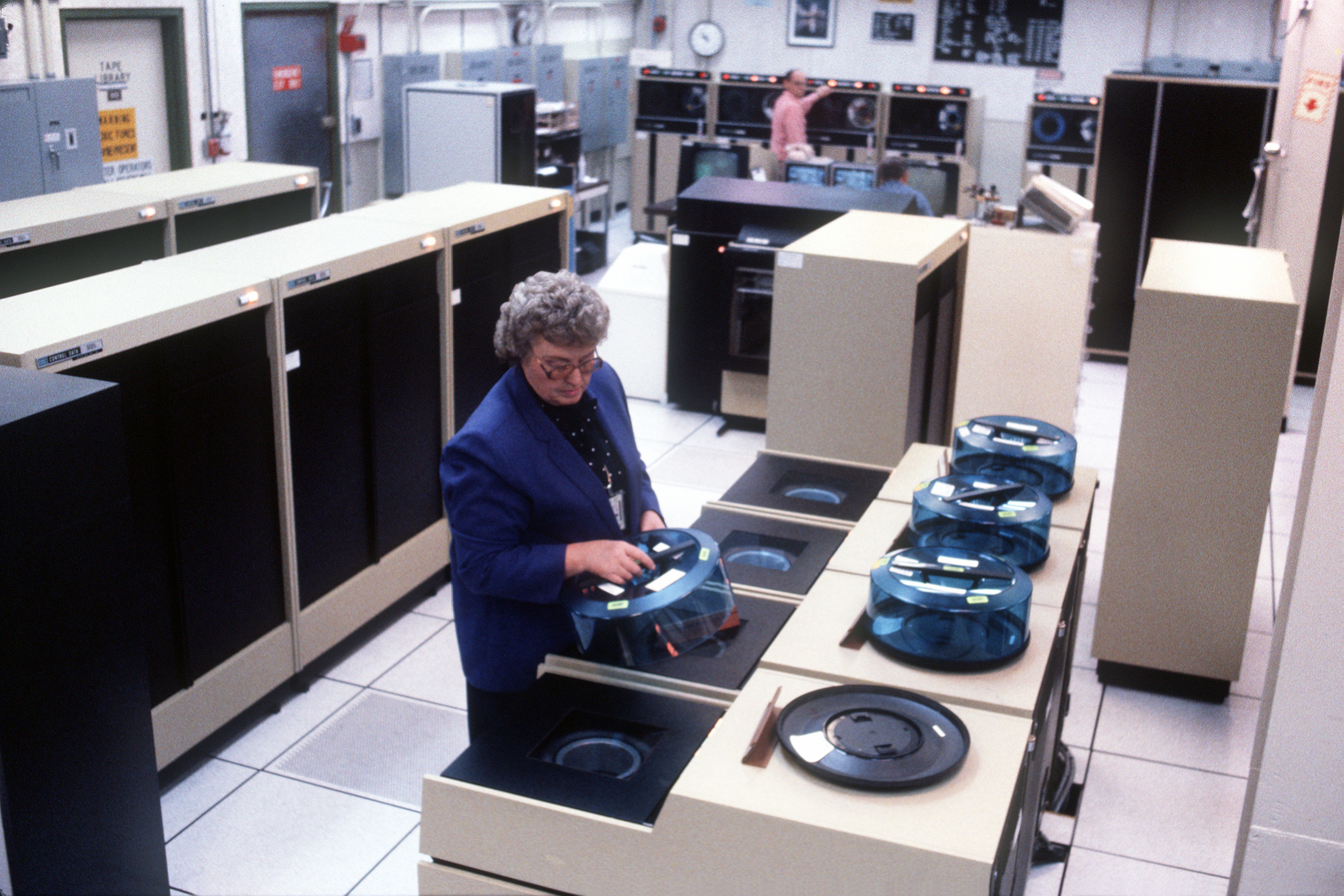
CDC Cyber 170

- 1960 — 1604[9], 1604-B
- 1961 — 160
- 1962 — 924
- 1963 — 160A, 1604-A, 3400, 6600
- 1964 — 160-G, 3100, 3200, 3600, 6400
- 1965 — 1604-C, 1700, 3300, 3500, 8050, 8090
- 1966 — 3800, 6200, 6500, Station 6000
- 1969 — 7600, 6700
- 1970 — STAR-100
- 1971 — Cyber 71, Cyber 72, Cyber 73, Cyber 74, Cyber 76
- 1972 — 5600, 8600
- 1973 — Cyber 170, Cyber 172, Cyber 173, Cyber 174, Cyber 175, System 17
- 1976 — Cyber 18
- 1977 — Cyber 171, Cyber 176, Omega/480
- 1979 — Cyber 203, Cyber 720, Cyber 730, Cyber 740, Cyber 750, Cyber 760
- 1980 — Cyber 205
- 1982 — Cyber 815, Cyber 825, Cyber 835, Cyber 845, Cyber 855, Cyber 865, Cyber 875
- 1984 — Cyber 810, Cyber 830, Cyber 840, Cyber 850, Cyber 860, Cyber 990, CyberPlus
- 1986 — ETA10 (дочірня компанія ETA Systems)
- 1987 — Cyber 910, Cyber 930, Cyber 995
- 1988 — Cyber 960
- 1989 — Cyber 920, Cyber 2000